# Cung Thục Hoàng quý phi
Cung Thục Hoàng quý phi (chữ Hán: 恭淑皇貴妃, 1611 - 1642) hay Điền Quý phi (田貴妃), là phi tần rất được sủng ái của Minh Tư Tông Sùng Trinh Đế, vị hoàng đế cuối cùng của triều đại nhà Minh trong lịch sử Trung Quốc.
Mâu thuẫn của bà và Hiếu Tiết Liệt Hoàng hậu được biết đến qua sự kiện Trần Viên Viên được đưa vào cung hầu hạ Sùng Trinh Đế.

## Xuất thân
Quý phi họ Điền (田). Theo ghi chép trong 《Bắc Du Lục》, tên của bà là Tú Anh (秀英). Cha bà là Điền Hoằng Ngộ (田弘遇), một thương nhân ở Thiểm Tây (陕西). Mẹ bà họ Ngô (吳), người Dương Châu (揚州). Sau khi lấy Ngô thị, Điền Hoằng Ngộ chuyển về Dương Châu sinh sống, từ đó sinh Điền thị.
Sau khi Ngô thị mất, Điền Hoằng Ngộ thuê một vị nữ cầm sư họ Tiết (薛) dạy con gái kỹ năng cổ cầm. Tiết thị sớm trở thành kế thất của Điền Hoằng Ngộ, mẹ kế của Điền thị. Người mẹ kế này rất thương yêu Điền thị, dạy cả hội hoạ cho bà. Do vậy, Điền thị từ nhỏ đã cầm kỳ thi hoạ, đa nghệ đa tài.

## Đại Minh Tần Phi

### Nhập cung
Sử sách không ghi rõ năm Điền thị nhập cung. Chỉ biết vào năm Thiên Khải thứ 7 (1627), Minh Hy Tông Thiên Khải Đế băng hà, Tín vương Chu Do Kiểm kế vị, tức Minh Tư Tông. Tín Vương phi Chu thị sách lập Hoàng hậu, Điền thị cùng Viên thị phong vị Tần (嬪). Như vậy có thể đoán cả ba vị Chu thị, Điền thị và Viên thị đều được gả vào Tín vương phủ. Chu thị là chính thất nên được phong Vương phi (王妃), còn Điền thị và Viên thị là thiếp nên được phong Trắc phi (側妃).
Về sau, Điền thị và Viên thị lần lượt được tấn phong Phi (妃), Quý phi (貴妃) (không rõ năm sách phong của từng tước vị).

### Đắc sủng
Điền Quý phi tài nghệ hơn người nên được Sùng Trinh Đế hết mực sủng ái. Mặc dù Chu hoàng hậu và Sùng Trinh Đế tình cảm tốt đẹp, sự sủng ái của ông đối với Điền Quý phi được xem là vượt trội hơn cả. Bằng chứng là trước khi Điền Quý phi sinh con đầu lòng, Chu hoàng hậu hạ sinh 3 Hoàng tử và một Hoàng nữ cho Sùng Trinh Đế. Tuy nhiên từ khi Điền Quý phi bắt đầu sinh dục, Chu hậu không được ghi nhận là hoài thai thêm lần nào nữa. Có thể đoán được Sùng Trinh Đế khi này chuyên sủng Điền Quý phi và có phần xa cách Hoàng hậu.
Năm Sùng Trinh thứ 5 (1632), Điền Quý phi sinh Hoàng tứ tử Chu Tử Chiếu (朱慈炯). Đây là người con sống lâu nhất của Điền thị, theo sử sách Chu Tử Chiếu sống đến triều Đại Thuận thì mất, được nhà Nam Minh truy phong Vĩnh Điệu vương (沅怀王).
Năm 1633, bà tiếp tục sinh Hoàng ngũ tử Chu Tử Hoán (朱慈煥), Hoàng tử lên 5 tuổi thì bị bạo bệnh qua đời. Có thuyết cho rằng Hoàng tử còn sống, về sau bỏ trốn đến Giang Nam.
Năm Sùng Trinh thứ 10 (1637), Điền thị lại sinh Hoàng lục tử Chu Tử Sán (朱慈燦), nhưng chết non năm 2 tuổi. Ngoài ra, bà còn sinh một Hoàng nam mất năm 3 tuổi (không rõ năm sinh năm mất), truy phong Điệu Lương vương (悼良王).

### Bất hoà với Hoàng hậu
Điền Quý phi đắc sủng hậu cung nên có phần không chịu lùn cúi Chu hoàng hậu. Trái ngược với Điền Quý phi, Viên Quý phi cư xử với Hoàng hậu cung kính nhún nhường, đối đãi nội ngoại vô cùng cẩn thận khép nép. Chu hậu không dung hoà với Điền thị nên cư xử với bà hết sức khiếm nhã, đôi lúc còn dùng phép tắc trong cung làm mất mặt Điền thị.
Cụ thể, tháng giêng năm Sùng Trinh thứ 13 (1640), nhân dịp tết Nguyên đán, theo lệ tần phi phải đến Giao Thái điện (交泰殿) bái kiến Hoàng hậu. Điền Quý phi tuân thủ phép tắc, đến trước điện thỉnh an. Chu hoàng hậu biết Điền thị bái kiến nhưng cố tình không truyền. Khi đó đang là mùa đông, gió trời rất rét, Chu hậu tuy có thể bãi miễn triều hạ, nhưng vẫn để mặc Điền phi ở ngoài. Một lúc sau, Viên Quý phi đến, vừa thông báo đã được Chu hoàng hậu truyền vào yết bái, vui vẻ thăm hỏi. Sau khi Viên thị cáo lui, Điền thị mới được truyền vào trong điện. Điền thị tỏ thái độ không vui, liền bị Chu hậu quát: "không được hỗn xược". Cảm thấy nhục nhã, Điền thị chạy về Thừa Càn cung (承乾宮), gặp Hoàng thượng thì khóc lóc ỉ ôi. Sùng Trinh Đế không rõ sự tình, thấy nước mắt ái phi thì nổi cơn thịnh nộ, chạy đến Giao Thái điện tranh cãi với Hoàng hậu, thậm chí xảy ra ẩu đả. Chu hậu ấm ức tuyệt thực nhiều ngày, Sùng Trinh Đế ân hận chạy sang thăm hỏi, Đế-Hậu từ đó giảng hoà.
Cùng năm đó, chuyển sang mùa xuân, Hoàng hậu cùng Sùng Trinh Đế ngắm hoa tại Vĩnh Hòa cung (永和宮), trông thấy Thừa Càn cung vốn là nơi ở của Điền thị. Chu hậu hỏi Hoàng đế dạo này không triệu kiến nàng ta. Hoàng đế im lặng không đáp, Hoàng hậu liền giãi bày cớ sự hôm trước, cốt là để đàn áp ngạo khí của Điền thị, cũng là vì tốt cho hậu cung, nhưng rốt cuộc Hoàng đế vẫn làm ngơ. Chu hậu bèn sai cung nữ đưa kiệu đến thăm Điền thị. Sau khi gặp, cả hai lại hàn huyên như chưa từng xảy ra cớ sự.
Năm 1642, cha của Điền Quý phi là Điền Hoằng Ngộ bị kết tội vô pháp vô thiên. Điền Quý phi chạy đến xin tha, Sùng Trinh Đế nổi giận và ra chỉ giam Điền thị ở Khải Tường cung (啟祥宮) sám lỗi, không cho thị tẩm. Chu hoàng hậu nhân cơ hội xin Hoàng đế khoan dung độ lượng. Sau 3 tháng, Sùng Trinh Đế liền bãi lệnh cấm túc Điền Quý phi.

### Sự kiện đáng nhớ
Mâu thuẫn giữa Hoàng hậu và Điền quý phi từng được biết đến qua sự kiện của Trần Viên Viên (陳圓圓). Sử sách ghi lại, Trần Viên Viên là một kỹ nữ nổi tiếng thời Minh mạt, Thanh sơ. Khi ấy, Sùng Trinh Đế đang sủng ái Điền Quý phi, khiến Chu hoàng hậu ghen tức. Biết chuyện, ngoại thích Chu Khuê (周奎), cha của Hoàng hậu muốn tìm mỹ nhân dâng lên Hoàng đế giải tỏa ưu tư, truyền Điền Hoằng Ngộ tìm mỹ nữ Giang Nam. Điền Hoằng Ngộ đem các danh kỹ gồm có Trần Viên Viên, Dương Uyển (楊宛), Cố Tần (顧秦) dâng lên cho Hoàng đế. Tuy nhiên, Trần Viên Viên hầu hạ Sùng Trinh Đế được 3 ngày thì bị Chu hoàng hậu đuổi khỏi cung. Bà trở về Điền phủ, bị Điền Hoằng Ngộ chiếm làm của riêng.
Sử sách không ghi rõ thời gian Trần Viên Viên vào cung, rất có thể vì duyên cớ bà bị Điền Hoằng Ngộ chiếm đoạt, cho nên Sùng Trinh Đế kết tội Điền Hoằng Ngộ, liên lụy Điền Quý phi bị thất sủng.

## Qua đời
Tháng 7 năm Sùng Trinh thứ 15 (1642), Điền Quý phi mắc bạo bệnh qua đời, hưởng dương 32 tuổi. Nhiều sử gia cho rằng cái chết của 3 Hoàng tử chết non làm bà bi ai quá độ. Sùng Trinh Đế vô cùng thương tiếc, truy thụy Cung Thục Đoan Huệ Tĩnh Hoài Hoàng quý phi (恭淑端惠静怀皇贵妃). Bà được xem là vị phi tần cuối cùng của nhà Minh được phong thuỵ hiệu Hoàng quý phi.
Tháng 1 năm Sùng Trinh thứ 17 (1644), Sùng Trinh Đế táng Hoàng quý phi tại phía nam núi Lộc Mã, huyện Xương Bình. Khu mộ của bà do Tả thị lang bộ Công là Trần Tất Khiêm phụ trách xây dựng, nhưng chưa tiến hành xong thì triều Minh đã sụp đổ.
Ngày 25 tháng 3 năm đó, sau khi Đế-Hậu tự vẫn, quan phủ Thuận Thiên của chính quyền Đại Thuận là Lý Phiếu, theo lệnh Lý Tự Thành khai quật mộ Đoan Huệ Tĩnh Hoài Hoàng quý phi để hợp táng cùng Sùng Trinh Đế và Chu hoàng hậu. Ngày 4 tháng 4 chôn cất.
Tháng 9 năm Thuận Trị thứ 2 (1645), mộ phần của Đoan Huệ Tĩnh Hoài Hoàng quý phi được nhà Thanh xây dựng kiến trúc, nâng cấp lên quy mô to lớn, đặt tên là Tư lăng (思陵).

## Hậu duệ
Bà là người sinh nhiều con trai nhất cho Sùng Trinh đế, tổng cộng có bốn hoàng tử.
1. Chu Tử Chiếu (朱慈炯) (1632 - ?), mất dưới triều Đại Thuận. Nhà Nam Minh truy phong Vĩnh Điệu vương (沅怀王).
2. Chu Tử Hoán (朱慈煥) (1633 - 1637), bạo bệnh rồi mất lúc 5 tuổi. Có thuyết cho là còn sống và bỏ trốn về Giang Nam.
3. Chu Tử Sán (朱慈燦) (1637 - 1639), chết non.
4. Một hoàng nam không rõ tên, mất khi mới 3 tuổi, không rõ sinh mất, truy phong Điệu Lương vương (悼良王).